# チェリーヒル (ニュージャージー州)
チェリーヒル・タウンシップ（英: Cherry Hill）は、アメリカ合衆国ニュージャージー州のカムデン郡にあるタウンシップである。人口は7万4553人（2020年）で、郡内最大である。フィラデルフィアの南東11 kmに位置しており周縁都市として機能している。

## 歴史
現在「チェリーヒル」と呼ばれる地域は当初、レニ・レナペ族インディアンが住んでおり、17世紀に入って来たウィリアム・ペンの追随者であるクエーカー教徒などイングランド人開拓者と平和的に共存した。最初の開拓地は「コールズタウン」という名の小さな家屋群であり、ニュージャージー州道41号線（キングスハイウェイ）とチャーチ道路の角、コールズタウン墓地がある所を外周にしていた。1844年2月25日、ウォーターフォード・タウンシップの半分が分離し、「デラウェア・タウンシップ」としてグロスター郡の中の自治体が設立された。それから2週間ほど後の1844年3月13日に、カムデン郡が創設されて、その一部となった。デラウェア・タウンシップはその領域が一番広い時に、今日のノースカムデン、現在のチェリーヒル、マーチャントビル、ペンソーケン（デラウェア川のペティの島を含む）が入っていた。その領域の一部は1859年2月23日にストックトン・タウンシップに、1874年3月3日にはマーチャントビルに割譲された。
チェリーヒルの人口は第二次世界大戦後に急増し、1980年代まで増え続けた。今日の人口は安定しており、新しい開発は贅沢な家屋の注文建築、あるいは商業と工業地域の再生と用途変更による再利用を通じたものとなっている。

### 名前の由来
チェリーヒルはエイブラハム・ブロウニングが所有していたケイン・アベニューと州道38号線に沿った19世紀の農園だった。この農園の土地は後にチェリーヒル・イン（現在映画館と複合施設）と、事務所構内（現在は郊外大型店のあるショッピングセンター）、また現在のチェリーヒル・タワーズとチェリーヒル・エステイツ住宅開発地となっている。
チェリーヒルの名前が知られるようになると、開発業者のユージーン・モーリがその名を他の資産の幾つかにも付けた。例えば、チェリーヒル・インとチェリーヒル・ロッジ・ホテル、チェリーヒル・アパートメント、チェリーヒル・エステイツがあった。1961年、旧チェリーヒル農園の反対側にショッピングセンター（チェリーヒル・モールと呼ばれた）がオープンし、1つの屋内空間に75店舗が入った。
当時、新しい郵便局を求めたが、州内のハンタードン郡に同名のデラウェア・タウンシップがあった。アメリカ合衆国郵便公社は改名を主張し、「デルタウン」を提案したが、タウンシップ長のクリスチャン・ウィーバーとジョン・ギルモアが大衆に町の名を公募するキャンペーンを行い、上がって来た名前の中にチャペルヒル、チェリーバレー、デラウェアシティがあった。1961年に行った拘束力の無い住民投票により、「チェリーヒル」が選ばれ、1961年11月7日に公式に採用された。

## 地理
アメリカ合衆国国勢調査局に拠れば、領域全面積は24.244平方マイル (62.792 km2)であり、このうち陸地24.097平方マイル (62.410 km2)、水域は0.147平方マイル (0.382 km2)で水域率は0.61%である。
タウンシップの中にある国勢調査指定地域として、アシュランド（2010年の人口8,302人）、バークレー（同4,428人）、チェリーヒルモール（同14,171人）、エリスバーグ（同4,413人）、ゴールデントライアングル（同4,145人）、グリーンツリー（同11,367人）、キングストンエステイツ（同5,685人）、スプリングデール（同14,518人）がある。
その他タウンシップの中にその一部または全部が入っている未編入領域としては、コフィンズコーナー、コルウィック、クーパーズタウン、ディアパーク、アールトン、フリーマン、ハットンズヒル、ロカストグローブ、オーチャード、ウッドクレストがある。
バーリントン郡と接するタウンシップの東側境界は、ペンソーケン・クリークになっている。このクリークの対岸に、メイプルシェイド・タウンシップ、イブシャム・タウンシップ（およびその中のマールトン地区）、マウントローレル・タウンシップがある。
クーパー川が南にあるハッドン・タウンシップ、ハッドンフィールド・ボロ、ローンサイド・ボロとの境界になっており、マリア・バーンビー・グリーンウォルド公園を通り、東西方向の州道70号線に並行している。
チェリーヒルの北はマーチャントビル・ボロとペンソーケン・タウンシップに接し、郡道544号線（イブシャム道路）に沿った南側境界はボーヒーズ・タウンシップに接している。

### 気候
チェリーヒルは温暖湿潤気候にあり、冷涼または寒い冬と、暑く湿気た夏が特徴である。
| チェリーヒルの気候     | チェリーヒルの気候 | チェリーヒルの気候 | チェリーヒルの気候 | チェリーヒルの気候 | チェリーヒルの気候 | チェリーヒルの気候 | チェリーヒルの気候 | チェリーヒルの気候 | チェリーヒルの気候 | チェリーヒルの気候 | チェリーヒルの気候 | チェリーヒルの気候 | チェリーヒルの気候 |
| 月                     | 1月                | 2月                | 3月                | 4月                | 5月                | 6月                | 7月                | 8月                | 9月                | 10月               | 11月               | 12月               | 年                 |
| ---------------------- | ------------------ | ------------------ | ------------------ | ------------------ | ------------------ | ------------------ | ------------------ | ------------------ | ------------------ | ------------------ | ------------------ | ------------------ | ------------------ |
| 平均最高気温 °F （°C） | 41 (5)             | 46 (8)             | 55 (13)            | 66 (19)            | 76 (24)            | 86 (30)            | 88 (31)            | 86 (30)            | 79 (26)            | 68 (20)            | 56 (13)            | 46 (8)             | 66.1 (18.9)        |
| 平均最低気温 °F （°C） | 23 (−5)            | 25 (−4)            | 32 (0)             | 41 (5)             | 50 (10)            | 60 (16)            | 65 (18)            | 63 (17)            | 56 (13)            | 44 (7)             | 36 (2)             | 28 (−2)            | 43.6 (6.4)         |
| 降水量 inch （mm）     | 3.90 (99.1)        | 2.95 (74.9)        | 4.17 (105.9)       | 4.02 (102.1)       | 4.36 (110.7)       | 3.93 (99.8)        | 4.84 (122.9)       | 5.18 (131.6)       | 4.17 (105.9)       | 3.53 (89.7)        | 3.51 (89.2)        | 3.69 (93.7)        | 48.25 (1,225.5)    |
| 出典：                 |                    |                    |                    |                    |                    |                    |                    |                    |                    |                    |                    |                    |                    |

## 人口動態
チェリーヒルのアジア系アメリカ人人口が急増しており、2010年の8,304人、19.5%から、2013年推計で9,927人となっている。同じ期間にタウンシップの人口が1.0%成長していること比較して、この増え方は特に大きい。

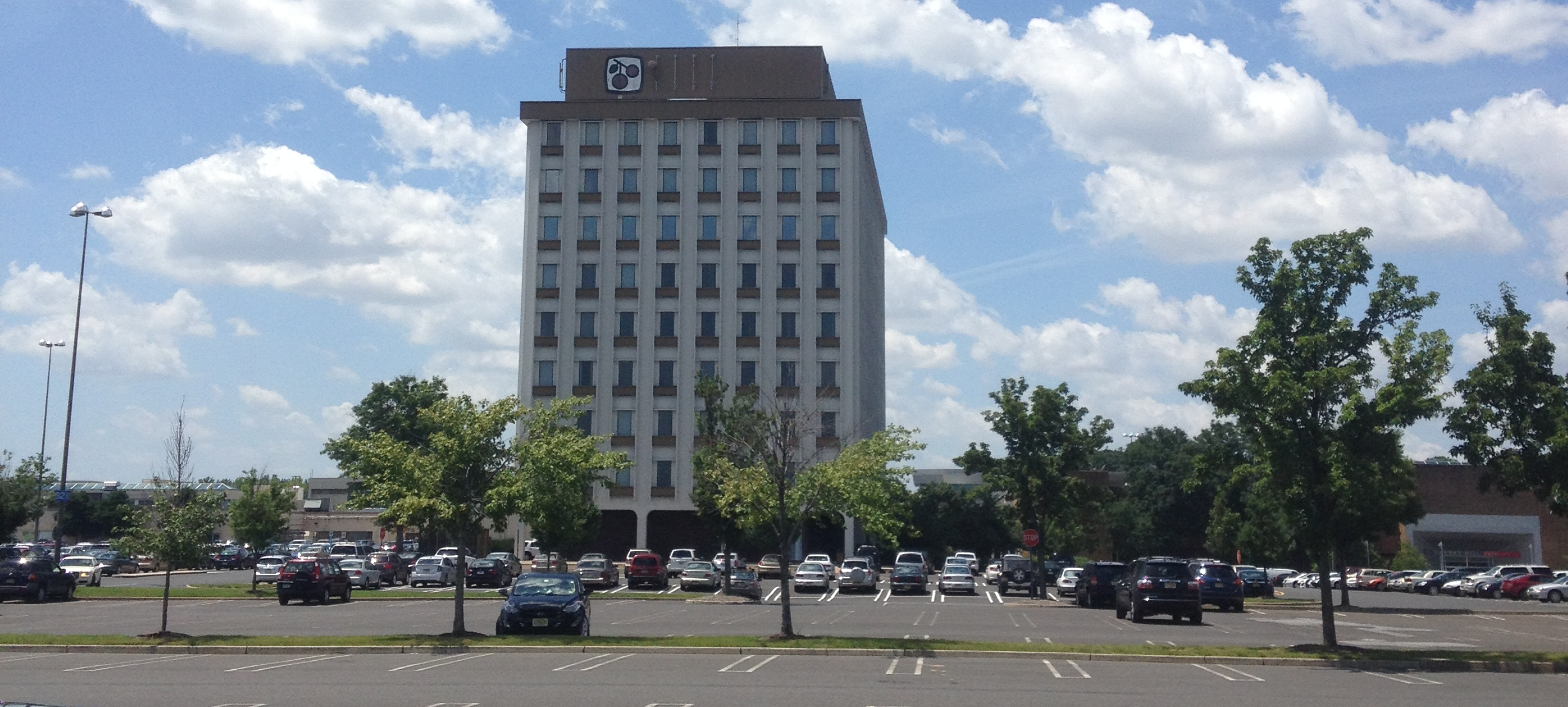
ワン・チェリーヒル、タウンシップで最も背の高い建物

### 2010年国勢調査
以下は2010年国勢調査による人口統計データである。
| 基礎データ - 人口: 71,045 人 - 世帯数: 26,882 世帯 - 家族数: 19,301 家族 - 人口密度: 1,138.3人/km2（2,948.3 人/mi2） - 住居数: 28,452 軒 - 住居密度: 455.9軒/km2（1,180.7 軒/mi2） 人種別人口構成 - 白人: 78.06% - アフリカン・アメリカン: 6.14% - ネイティブ・アメリカン: 0.11% - アジア人: 11.69% - 太平洋諸島系: 0.02% - その他の人種: 1.83% - 混血: 2.15% - ヒスパニック・ラテン系: 5.64% 年齢別人口構成 - 18歳未満: 23.0% - 18-24歳: 6.7% - 25-44歳: 23.1% - 45-64歳: 29.5% - 65歳以上: 17.7% - 年齢の中央値: 43歳 - 性比（女性100人あたり男性の人口） - 総人口: 92.2 - 18歳以上: 88.4 | 世帯と家族（対世帯数） - 18歳未満の子供がいる: 31.2% - 結婚・同居している夫婦: 58.6% - 未婚・離婚・死別女性が世帯主: 9.6% - 非家族世帯: 28.2% - 単身世帯: 24.2% - 65歳以上の老人1人暮らし: 11.6% - 平均構成人数 - 世帯: 2.60人 - 家族: 3.12人 収入と家計（2006年から2010年のアメリカン・コミュニティ・サーベイ統計） - 収入の中央値 - 世帯: 88,183米ドル - 家族: 105,786米ドル - 性別 - 男性: 72,128米ドル - 女性: 48,937米ドル - 人口1人あたり収入: 41,252米ドル - 貧困線以下 - 対人口: 4.2% - 対家族数: 3.0% - 18歳未満: 3.9% - 65歳以上: 5.9% |

### 2000年国勢調査
以下は2000年国勢調査による人口統計データである。
| 基礎データ - 人口: 69,965 人 - 世帯数: 26,227 世帯 - 家族数: 19,407 家族 - 人口密度: 1,114.0人/km2（2,884.9 人/mi2） - 住居数: 27,074 軒 - 住居密度: 431.1軒/km2（1,116.4 軒/mi2） 人種別人口構成 - 白人: 84.67% - アフリカン・アメリカン: 4.46% - ネイティブ・アメリカン: 0.10% - アジア人: 8.87% - 太平洋諸島系: 0.03% - その他の人種: 0.70% - 混血: 1.16% - ヒスパニック・ラテン系: 2.54% | 年齢別人口構成 - 18歳未満: 23.5% - 18-24歳: 5.4% - 25-44歳: 26.4% - 45-64歳: 26.6% - 65歳以上: 18.0% - 年齢の中央値: 42歳 - 性比（女性100人あたり男性の人口） - 総人口: 91.6 - 18歳以上: 87.2 世帯と家族（対世帯数） - 18歳未満の子供がいる: 32.1% - 結婚・同居している夫婦: 62.8% - 未婚・離婚・死別女性が世帯主: 8.3% - 非家族世帯: 26.0% - 単身世帯: 22.5% - 65歳以上の老人1人暮らし: 11.0% - 平均構成人数 - 世帯: 2.61人 - 家族: 3.08人 | 収入と家計（2010年推計値） - 収入の中央値 - 世帯: 87,392米ドル - 家族: 104,983米ドル - 性別 - 男性: 82,325米ドル - 女性: 49,129米ドル - 人口1人あたり収入: 43,192米ドル - 貧困線以下 - 対人口: 4.7% - 対家族数: 2.6% - 18歳未満: 5.8% - 65歳以上: 9.7% |

## 経済
ピナクル・フーズ（ブランドはバーズアイ、ブラシック、スワンソン、ログキャビン、ダンカンハインズ、ミセスポールズ、ヴァン・デカンプス、セレステ、レンダーズ）、TD Bank, N.A.各社がチェリーヒルに本社を置いている。メリタUSAはコーヒー焙煎工場を置いている。かつてはスバル・オブ・アメリカが本社を置いていた（2018年にカムデンへ移転）。
住人の多くがタウンシップ外で働いている。チェリーヒルは周縁都市であり、フィラデルフィアやカムデン市に半時間で通勤でき、トレントンやプリンストンでも1時間で通勤できる。アトランティックシティに通勤する者もいる。

## 芸術と文化
- "チェリーヒル公園"、ビリー・ジョー・ロイヤルによる1969年のヒット曲の題であり、チェリーヒルからその題を取っている。ロイヤルの友人がフィラデルフィアを訪れる時にチェリーヒルを見たと言ったことから、ロイヤルはこの題を思いついた[53]
- チェリーヒル・モール、フィラデルフィア都市圏の主要なショッピングセンター、1961年10月にオープンし、アメリカ合衆国東海岸では初の屋内型ショッピングモールとなった[18][54][55]
- 「クーリエ・ポスト」、チェリーヒルを本拠とする新聞
- チェリーヒル・アリーナ、1973年から1974年のシーズンで、WHAのアイスホッケーチーム、ニュージャージー・ナイツの本拠地、1964年から1971年はイースタン・ホッケーリーグのジャージー・デビルズの本拠地でもあった[56]
- CBSテレビのドラマ『クリミナル・マインド FBI行動分析課』の86番目のエピソード「灰色の影」（2009年4月22日放映）は、チェリーヒルを舞台にしている[57]
- ラテン・カジノ、1960年にチェリーヒルに移転した時から、1980年代初期に解体されるまで、人気の高いエンタテイナーを出演させていたナイトクラブ。 歌手のジャッキー・ウィルソンは1975年にこのクラブで心臓発作を起こしたが助かった[58]
- ニューランダー殺人事件、ユダヤ教ラビの殺人委託事件、チェリーヒルで起こった
- 2004年の映画『Harold & Kumar Go to White Castle』。チェリーヒルにファストフードチェーンのホワイト・キャッスルがあり、ハロルドとクマーが訪れるが、実際にホワイト・キャッスルは無い。チェリーヒルは田園部の農地のように描かれているが、実際にはフィラデルフィアに近い郊外部である[59]
- 1990年の映画『ドン・サバティーニ』で、登場人物のクラーク・ケロッグ（俳優はマシュー・ブロデリック）コモドオオトカゲを配達するためにチェリーヒルに派遣される[60]
- モハメド・アリは1971年にチェリーヒルのボーケントラクトのバーバラ・ドライブ沿いに家を購入し、家族と共に1974年まで住んだ[61][62]
- スプリングデール農園、チェリーヒルで唯一運営されている農園[55]
- バークレイ農家、1816年に建設された農家、アメリカ合衆国国家歴史登録財とニュージャージー州の歴史登録財に指定[63]
- チックス・デリ、地元で人気と考えられるデリカテッサン[64][65]

## 公園とレクリエーション

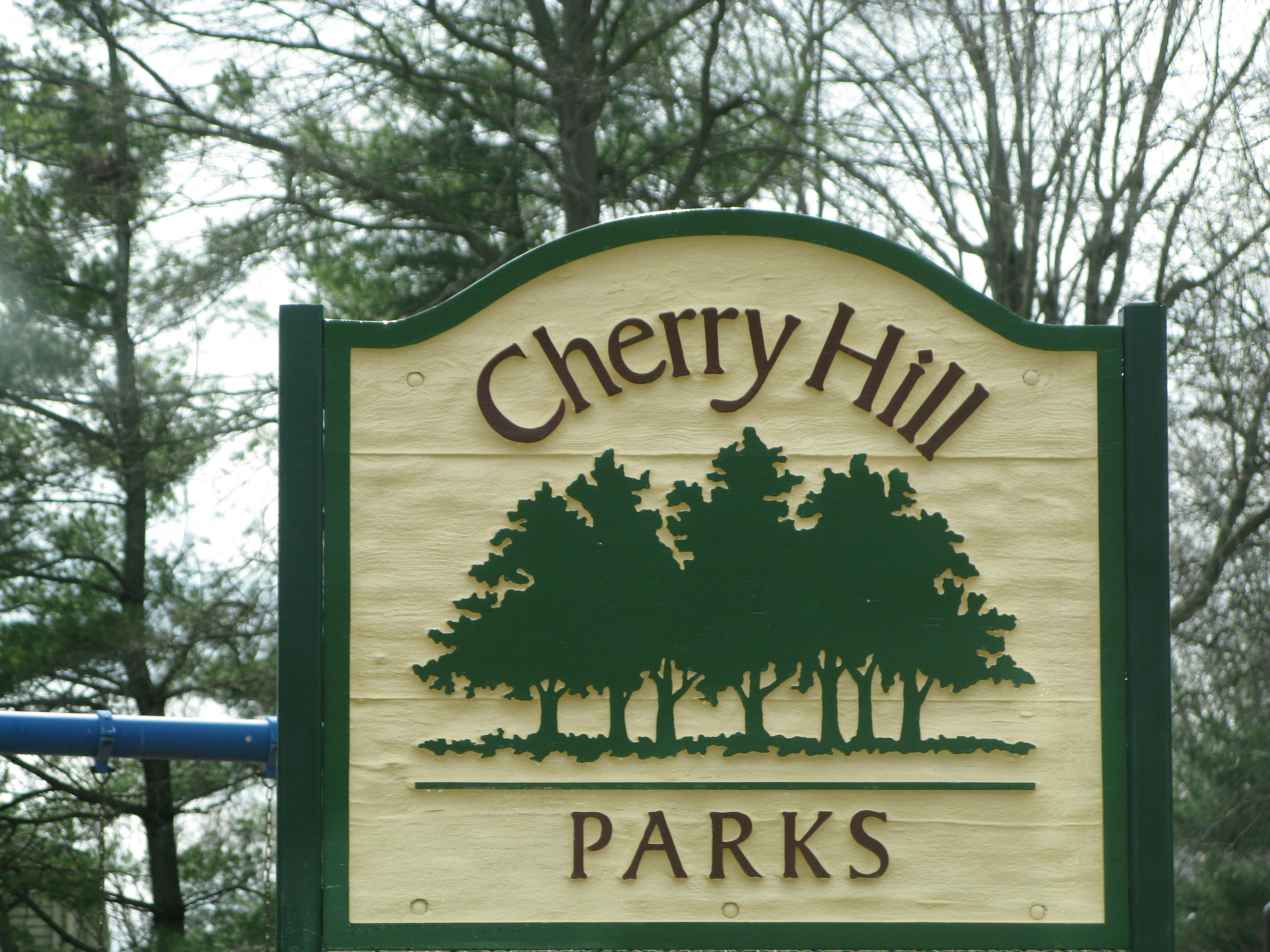
チェリーヒル公園の標識

チェリーヒルには51の公共公園と、カムデン郡所有の3公園がある。大半は遊具、バスケットボールコート、テニスコート、遊歩道、運動場がある。元々工場と農園だったクロフトファームは芸術センターのある唯一の公園である。当初1753年に建設され、チェリーヒルの歴史遺産になっている。その農家は1816年の拡張など、長い間に多くの変更が加えられた。家は1985年にタウンシップに売却された。1995年にチェリーヒル芸術センターとなり、チェリーヒル・レクリエーション部が地域社会のために芸術教室、セミナー、コンサートを開催している。

### ゴルフコース
マーチャントビル・カントリークラブはチェリーヒルにある民営カントリークラブである。ウッドクレスト・カントリークラブは2013年春に破産による競売で売却された。現在は大衆に開放される準民営クラブになっている。

## 緊急対応

### 警察
チェリーヒル警察署は3郡地域では3番目に大きい警察署である。130人以上の警官と21人の文民を雇用している。

### 消防と救急医療
チェリーヒル消防署は消火用各種車両・装置の部隊と、救急医療隊4隊を備えた部署である。チェリーヒル消防警察部隊や、特殊任務隊を含めボランティア部隊2隊もある。チェリーヒル消防署の他、南ジャージー全体への支援を行っている。タウンシップで唯一の病院はケネディ記念病院であり、チャペル・アベニューにある。近くのボアヒーズ、マリトン、バーリンにあるバーチュア病院や、カムデンのクーパー大学病院とアワーレディ・オブ・ローズ医療センターを利用することもできる。

### シビル・エアー・パトロール
ジャック・シュワイカー複合大隊はチェリーヒル陸軍州軍武器庫を本拠にする、シビル・エアー・パトロールのチェリーヒル支部である。連邦議会がチャーターし、連邦政府が支持する非営利企業であり、アメリカ空軍の文民補助部隊として機能している。この大隊には約60名のメンバーが居り、そのうち40名は士官候補生、20名は上級メンバーである。

## 政府

### タウンシップ政府
チェリーヒル・タウンシップは1844年にデラウェア・タウンシップとして創設され、当初はタウンシップ委員会が統治していた。1951年5月19日、市民は特別住民投票によって、3人の委員によりなるウォルシュ法委員会形式の政府を採用した。1962年、タウンシップの人口が3万人を超え、委員は2人が追加されて5人となった。市民の諮問委員会が行った調査に従い、1962年に特別投票が行われた。タウンシップはその政府形態をフォークナー法（正式には選択的自治体認証法と呼ばれる）の立法委員会・マネジャーの政府形態プランAに変えることを決めた。立法委員会の5人の委員は5月の選挙でタウンシップ全体を選挙区に選出され、任期は4年間とされた。委員の互選によってタウンシップ長を選出し、タウンシップ・マネジャーが行政部門の管理主任者として働くこととされている。
1975年までに、憲章研究委員会の報告と世論調査投票が成立した後で、タウンシップは委員会・マネジャーの政府形態プランBを採用することにした。政府の2つの面が修正された。立法委員は2年毎に半数が改選されて任期4年間を務め、定数は5人から7人に増やした。
1981年の住民投票の後、政府形態が再度修正された。このときはフォークナー法の首長・立法委員会政府形態プランBとなった。常勤の「強力な」首長が住民の直接選挙で選ばれ、7人の立法委員はタウンシップ全体を選挙区に、2年毎に半数が改選されて4年間の任期を務めることとした。1986年11月の世論調査投票の成立後、首長と立法委員の選出は5月の無党派選挙から11月の党派選挙に移された。
N・ジョン・アマトは30年間立法委員を務めて、最も長く委員を務めた者となり、2014年9月に在職中のまま死んだ。2014年10月の立法委員会特別会合で、アマトの空席を満たすためにブライアン・ボウアルが選ばれ、2015年12月までの残り任期を務めることになった。

### 公共図書館
チェリーヒル公共図書館はタウンシップ政府の機関である。床面積72,000平方フィート (6,700 m2) の図書館はニュージャージー州の市営図書館の中でも最大級のものである。現施設は2004年12月に完成し、1966年に建設されたマルコーム・ウェルズが設計した建物に置き換わった。キングスハイウェイ北1100にある。

### 連邦、州、郡への代表
チェリーヒル・タウンシップは、アメリカ合衆国下院議員の選挙で、ニュージャージー州第1選挙区に属している。2010年国勢調査以前は、第3選挙区に入っていた。2012年11月の一般選挙の結果に基づき、ニュージャージー州地区見直し委員会が行った修正は2013年1月に有効となった。州議会下院では第6選挙区に入っている

### 政治
2011年3月23日時点で、登録有権者総数は50,178人であり、そのうち20,220人、40.3%が民主党に、8,374人、16.7%が共和党に、21,553人、43.0%が無党派に登録されている。その他の政党は31人である。2010年国勢調査での人口に対して70.6%が有権者登録しており、18歳以上に限れば91.7%となる。
2012年アメリカ合衆国大統領選挙では、民主党のバラク・オバマは22,128票、60.9%、共和党のミット・ロムニーが13,872票、38.2%、その他の候補者が353票、1.0%という結果だった。登録有権者53,628人のうち、36,572人、68.2%が投票し、219票が無効だった。
2013年ニュージャージー州知事選挙では、共和党のクリス・クリスティの12,035票、60.2%、民主党のバーバラ・ブオノが7,683票、38.4%、その他の候補者が266票、1.3%だった。登録有権者53,873人のうち、20,526人、38.1%が投票した。542票が無効票だった。

## 教育

### 公立学校
チェリーヒル公共教育学区が、初期児童センター1つ、小学校12校、中学校3校、伝統的高校2校、オルターナティブ高校1校の合計19校を運営している。州内では12番目に大きな学区であり、郊外部の学区では最大級である。1990年代後半から児童生徒数が約2,000人増えており、1,400人（教師約1,000人と管理スタッフ400人）を雇用している。ボランティアの教育委員会が管理している。委員は9人で、タウンシップ全体を選挙区に選出され、任期は3年間であり、毎年11月の一般選挙で3人ずつが改選されている。
2011年から2012年の教育年度では、19の学校に11,248人の児童生徒が学び、教師は常勤換算で829.6人、生徒・教師比率は13.56対1だった。学区内の学校は以下の通りである。生徒数は教育統計全国センターによる。
- バークレイ初期児童センター[91]、幼稚園前、児童数288人
- クララ・バートン小学校[92]、幼稚園から5年生、児童数474人
- ジェイムズ・F・クーパー小学校[93]、幼稚園から5年生、児童数277人
- ブレット・ハート小学校[94]、幼稚園から5年生、児童数411人
- ジェイムズ・H・ジョンソン小学校[95]、幼稚園から5年生、児童数446人
- ジョイス・キルマー小学校[96]、幼稚園から5年生、児童数434人
- キングストン小学校[97]、幼稚園から5年生、児童数425人
- A・ラッセル・ナイト小学校[98]、幼稚園から5年生、児童数366人
- ホレス・マン小学校[99]、幼稚園から5年生、児童数289人
- トマス・ペイン小学校[100]、幼稚園から5年生、児童数374人
- ジョセフ・D・シャープ小学校[101]、幼稚園から5年生、児童数332人
- リチャード・ストックトン小学校[102]、幼稚園から5年生、児童数451人
- ウッドクレスト小学校[103]、幼稚園から5年生、児童数429人
- ヘンリー・C・ベック中学校[104]、6年生から8年生、生徒数918人
- ジョン・A・カルシ中学校[105]、6年生から8年生、生徒数936人
- ロサ国際中学校[106]、6年生から8年生、生徒数807人
- チェリーヒル東高校[107]、9年生から12年生、生徒数2,033人
- チェリーヒル西高校[108]、9年生から12年生、生徒数1,521人
- チェリーヒル・オルターナティブ高校[109]、9年生から12年生、生徒数37人[110][111][112]

2001年から2002年の教育年度で、チェリーヒル東高校がアメリカ合衆国教育省からブルーリボン賞を受賞した。学区内の3校がニュージャージー州教育省から「スター・スクール」に挙げられたことがある。すなわち、1999年から2000年のチェリーヒル東高校、2002年から2003年のトマス・ペイン小学校、2003年から2004年のクララ・バートン小学校である。チェリーヒル西高校は2001年から国際バカロレア教育を行っていたが、2007年から2008年の教育年度で終了した。学区内の5校がベスト・プラクティス賞を受賞してきた。SAT (大学進学適性試験)では、州や国の平均を遥かに超えており、チェリーヒル東高校は1668点で、試験を受けた州内349校中第41位、チェリーヒル西高校は1,529点で、州内第124位となった。2010年、卒業率が100%に近くなり（東高校は98.3%、西高校は99.7%、2009年から2010年）、卒業生の約95%は2年制あるいは4年制のカレッジに進学した（東高校は95.3%、西高校は90.7%、2009年から2010年）。雑誌「ニューズウィーク」の2013年アメリカの高校ランキングで、全米の公立高校21,000校中、チェリーヒル西高校は第1225位（トップ6%）、東高校は第354位（トップ2%）だった。
チェリーヒルの教育学区は2001年に国際バカロレア教育資格と学位プログラムを始めたが、2007年から2008年の教育年度末で終了した。国際バカロレア初年度プログラムはジョセフ・D・シャープ小学校、ジェイムズ・F・クーパー小学校、トマス・ペイン小学校で提供された。このプログラムは国際バカロレア中間年プログラムの一部でもあり、ロサ国際中学校の6年生から8年生に提供された。

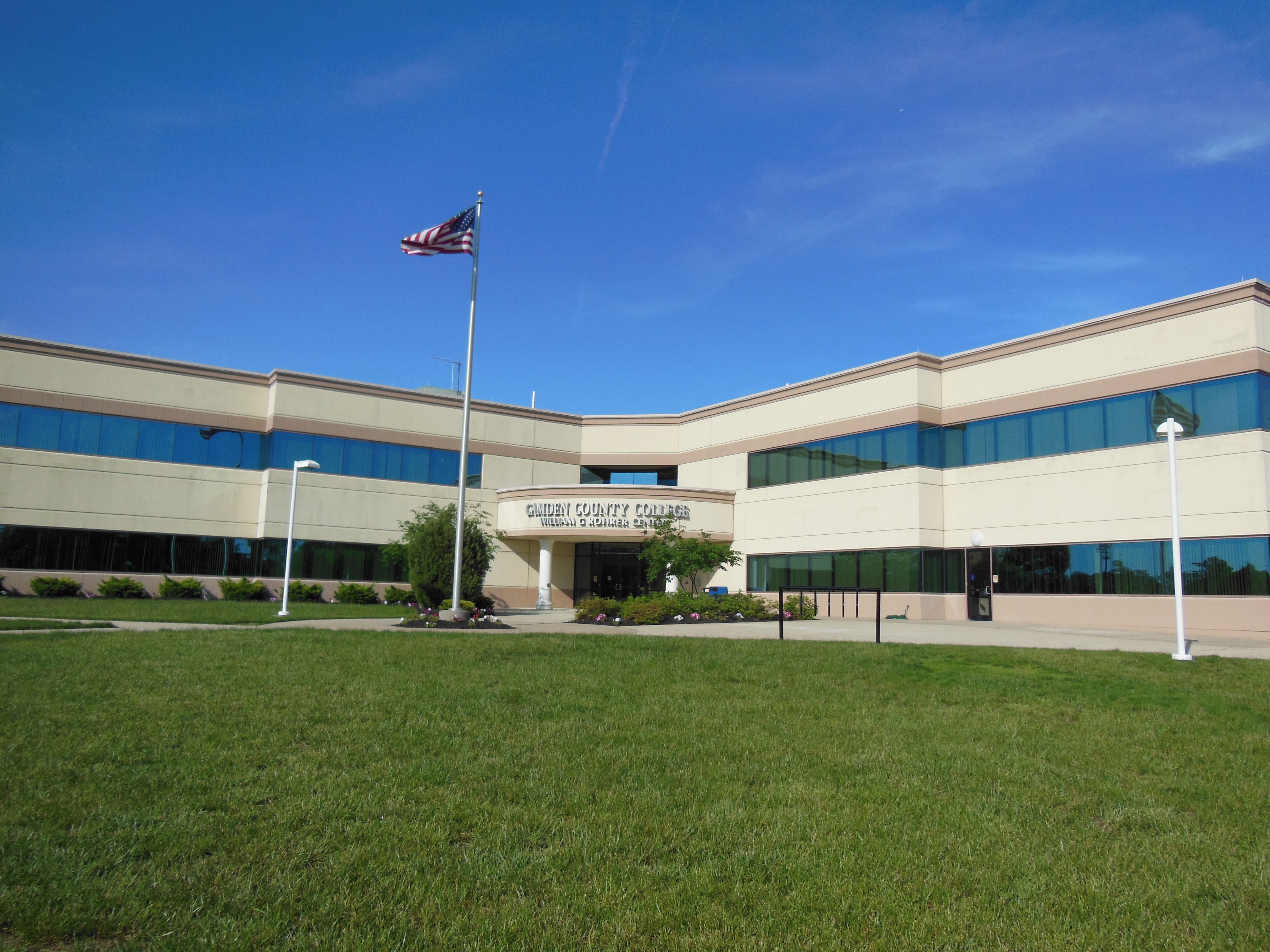
カムデン郡カレッジのローラー・キャンパス

### 私立学校
ローマ・カトリック教会カムデン教区が幼稚園前から8年生までのリサーレクション（復活）学校を運営している。この学校はセントピーター・セレスタイン学校とクイーン・オブ・ヘイブン学校の合併で誕生した。また9年生から12年生のカムデン・カトリック高校も運営している。
キングス・クリスチャン学校は1946年にカムデン郡クリスチャン・デイスクールとして設立された幼稚園前から12年生の私立クリスチャン認証学校である。
ポリッツ・デイスクールは私立現代正統派ユダヤ教のデイスクールであり、幼児から中等レベルの生徒を受け入れ、コングリゲーション・サンズ・オブ・イスラエルと共にあって、その支持を得ている。

### 高等教育機関
カムデン郡カレッジは州道70号線東とスプリングデール道路にあるウィリアム・G・ローラー・センターで、3つあるキャンパスの1つを運営している。

## 交通

### 道路と高規格道
2010年5月時点で、タウンシップの中には総延長309.36マイル (497.87 km) の道路がある。そのうち246.81マイル (397.20 km) がタウンシップの保守に、40.41マイル (65.03 km) がカムデン郡、17.91マイル (28.82 km) がニュージャージー州交通省、4.23マイル (6.81 km) はニュージャージー・ターンパイク管理局の管轄である。
ニュージャージー・ターンパイクがチェリーヒルを通っている。ウォルト・ホイットマン・サービスエリア（南行き、30.2マイルポスト）がタウンシップ内にあるが、最寄りのインターチェンジは隣接するマウントローレル・タウンシップ内の出口4号である。
州間高速道路295号線はタウンシップ内に3か所の出口がある。出口34号A/Bは州道70号線（マールトン・パイク）に、出口32号は郡道561号線（ハッドンフィールド＝バーリン道路）に、出口31号は直接PATCO高速通勤鉄道線のウッドクレスト駅に接続している。この鉄道はフィラデルフィアの15-16番 & ロカスト通り駅からリンデンウォルドまで通っている。
チェリーヒルを通るその他の高規格道路はニュージャージー州道38号線t、同41号線、同154号線である。

### 公共交通機関
ニュージャージー・トランジットのバスでは、317系統、404系統、405系統、406系統、407系統、409系統でフィラデルフィアと結ばれている。タウンシップ内は450系統、451系統尾、455系統、457系統がある。ボルトバスがニューヨークとの急行バス便を運行している。
ニュージャージー・トランジットの鉄道アトランティックシティ線は、ペンシルベニア・レディング海岸線を通り、チェリーヒル駅で停車する。この駅はガーデンステイト・パビリオン・ショッピングセンターと元ガーデンステイト・レーストラックがあった場所の新開発地の間にある線路の西側にある。

## ランキング
- 2006年、チェリーヒルは雑誌「マネー」による「アメリカで住みたい場所」の1つに挙げられた[134]。同じ調査で住むために安全な場所第8位にも挙げられていた[135]。
- 2006年雑誌「フィラデルフィア・フィラデルフィア」による「最良の住みたい場所」にも挙げられた。